# Nucli urbà de Santpedor
Prové d'una antiga sagrera a l'entorn de la parròquia de sant Pere d'or. Amb el temps va créixer fins que al segle xii es construïren les primeres muralles, reedificades en diverses ocasions. Fins al segle xvii el nucli urbà restà estructurat de la mateixa manera, format per típics carrerons medievals que desembocaven en els cinc portals del cercle emmurallat. En aquesta centúria, hom emprengué un procés de remodelatge de façanes, mentre l'engrandiment de la població urbana feu emprendre l'edificació -fora les muralles- de cases de nova planta, sobretot al segle xviii.
El segle xix presencia la demolició de les muralles i el desbloqueig de l'expansió urbana. Després d'un intent de reforçament d'aquestes durant el setge de la segona guerra carlina, en l'època de Sexenni Revolucionari, el cercle murallat fou destruït juntament amb dos dels cinc portals, això és, el de sant Antoni i el de Manresa. Actualment el nucli urbà conserva, si bé amb els signes de deteriorament del pas del temps, la seva antiga fesomia medieval; conservació volguda expressament com ho pondera la recent restauració de la plaça Gran. De tota manera, caldria intensificar la restauració de molts portals i finestrals -alguna d'estil gòtic- en cases particulars ja que, de no portar-se a terme, cal augurar-los un futur incert. Fora del nucli antic, Santpedor creix amb força i vitalitat i s'està convertint en una gran zona residencial, ideal per a fugir del brogit ciutadà.